# Uarbryichthys
Uarbryichthys è un genere di pesci ossei estinto, appartenente ai macrosemiidi. Visse nel Giurassico superiore (Oxfordiano, circa 160 milioni di anni fa) e i suoi resti fossili sono stati ritrovati in Australia.

## Descrizione
Questo pesce, al contrario della maggior parte dei suoi parenti stretti, poteva facilmente oltrepassare i 30 centimetri di lunghezza, ed è il più grande rappresentante dei macrosemiidi. Come tutti i macrosemiidi, Uarbryichthys era caratterizzato da una grande testa, con un muso appuntito e dalla piccola bocca, posta in posizione terminale, e dalla presenza di ossa infraorbitali a forma di cartiglio. Il corpo era abbastanza compresso lateralmente. La pinna dorsale era molto grande e alta, soprattutto nella parte anteriore, e assomigliava a una vera e propria vela; l'altezza della pinna dorsale andava riducendosi man mano che si avvicinava alla coda. Le pinne anali e pelviche erano piccole, mentre le pinne pettorali erano ampie e a forma di ventaglio. La pinna caudale era biforcuta e piuttosto ampia. Le scaglie erano piccole e disposte in file oblique. 

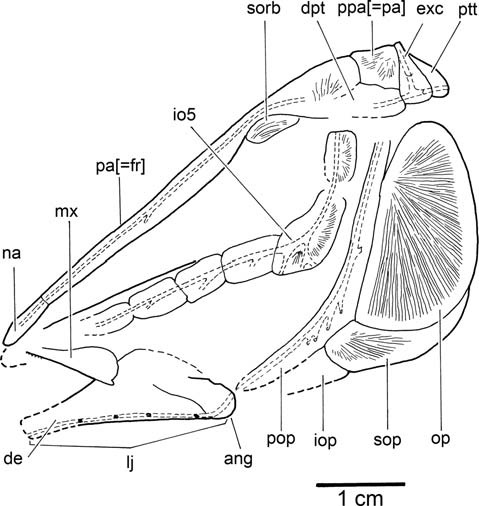
Ricostruzione del cranio di Uarbryichthys latus

## Classificazione
Uarbryichthys è un rappresentante dei macrosemiidi, un gruppo di pesci ginglimodi tipici del Mesozoico, solitamente rappresentati da forme di piccole dimensioni. Uarbryichthys, oltre a essere il più grande tra i macrosemiidi, è anche l'unico macrosemiide noto in Australia; i suoi resti fossili vennero infatti ritrovati nel giacimento di Talbragar (Nuovo Galles del Sud) e vennero descritti per la prima volta da Mary Julia Wade nel 1941. La specie tipo è Uarbryichthys latus, ma la stessa Wade nel 1953 descrisse anche la specie U. incertus.

## Paleoecologia
Uarbryichthys probabilmente viveva in un lago dalle acque basse, calme e calde, dove si nutriva di vegetali e forse di piccoli animali.